# Nonières
Nonières is een plaats en voormalige gemeente in het Franse departement Ardèche (regio Auvergne-Rhône-Alpes) en telt 196 inwoners (2004). De plaats maakt deel uit van het arrondissement Tournon-sur-Rhône. Nonières is op 1 januari 2019 gefuseerd met de gemeente Saint-Julien-Labrousse tot de gemeente Belsentes. 

## Geografie
De oppervlakte van Nonières bedraagt 9,5 km², de bevolkingsdichtheid is 20,6 inwoners per km².
De onderstaande kaart toont de ligging van Nonières met de belangrijkste infrastructuur en aangrenzende gemeenten.

## Demografie
Onderstaande figuur toont het verloop van het inwonertal (bron: INSEE-tellingen).

Vanwege een beveiligingsprobleem met de MediaWiki Graph-software is het momenteel niet mogelijk deze grafiek weer te geven. Zodra de software is bijgewerkt zal de grafiek vanzelf weer zichtbaar worden.